# Melanocortin-3-Rezeptor
Der Melanocortinrezeptor 3 (kurz: MC3R) gehört zu der Gruppe der Melanocortinrezeptoren und ist ein G-Protein-gekoppelter Rezeptor. Er wird im Gehirn (dort insbesondere in Regionen des Hypothalamus in der Nähe des Organum vasculosum laminae terminalis), der Plazenta, dem Darmgewebe, nicht jedoch in der Nebennierenrinde oder in Melanozyten exprimiert. Er wird durch α-MSH, β-MSH, γ-MSH und durch ACTH aktiviert und ist in vegetative Regelungen der Energiehomöostase involviert wie zum Beispiel in die Unterdrückung der Fieberreaktion oder eine Beeinflussung der Nahrungsverwertung mit verminderter Körperfettanlagerung und Gegenregulation gegen das metabolische Syndrom (siehe OMIM).

## Genetik
Der MC3R wird auf dem Chromosomenabschnitt 20q13.2-q13.3 kodiert und enthält 360 Aminosäuren.